# Гаљано Кастелферато
Гаљано Кастелферато (итал. Gagliano Castelferrato) је насеље у Италији у округу Ена, региону Сицилија.
Према процени из 2011. у насељу је живело 3427 становника. Насеље се налази на надморској висини од 662 м.

## Становништво
| 1931. | 1936. | 1951. | 1961. | 1971. | 1981. | 1991. | 2001. | 2011. |
| ----- | ----- | ----- | ----- | ----- | ----- | ----- | ----- | ----- |
| 4.247 | 4.601 | 5.075 | 4.846 | 4.459 | 4.172 | 4.173 | 3.772 | 3.722 |